# 2015-ös Strandlabdarúgó interkontinentális kupa
A 2015-ös Strandlabdarúgó interkontinentális kupát Dubajban rendezték 8 csapat részvételével.

## Csoportkör

### A csoport
| Csapat                  | M | Gy | D | V | G+ | G– | Gk | P |
| ----------------------- | - | -- | - | - | -- | -- | -- | - |
| Oroszország             | 3 | 2  | 0 | 1 | 14 | 8  | +6 | 6 |
| Egyiptom                | 3 | 2  | 0 | 1 | 12 | 13 | –1 | 6 |
| Egyesült Arab Emírségek | 3 | 2  | 0 | 1 | 11 | 10 | +1 | 5 |
| Argentína               | 3 | 0  | 0 | 3 | 10 | 16 | –6 | 0 |

| 2015. november 3. 17:30 (UTC+4) |

| Egyesült Arab Emírségek | 2–3         | Egyiptom |
| ----------------------- | ----------- | -------- |
|                         | Jegyzőkönyv |          |

| Jumeirah Beach, Dubaj |

| 2015. november 3. 18:45 (UTC+4) |

| Oroszország | 5–1         | Argentína |
| ----------- | ----------- | --------- |
|             | Jegyzőkönyv |           |

| Jumeirah Beach, Dubaj |

| 2015. november 4. 17:30 (UTC+4) |

| Argentína     | 3–3         | Egyesült Arab Emírségek |
| ------------- | ----------- | ----------------------- |
|               | Jegyzőkönyv |                         |
| Büntetőpárbaj |             |                         |
|               | 4–5         |                         |

| Jumeirah Beach, Dubaj |

| 2015. november 4. 18:45 (UTC+4) |

| Egyiptom | 2–5         | Oroszország |
| -------- | ----------- | ----------- |
|          | Jegyzőkönyv |             |

| Jumeirah Beach, Dubaj |

| 2015. november 5. 16:15 (UTC+4) |

| Egyiptom | 7–6         | Argentína |
| -------- | ----------- | --------- |
|          | Jegyzőkönyv |           |

| Jumeirah Beach, Dubaj |

| 2015. november 5. 18:45 (UTC+4) |

| Egyesült Arab Emírségek | 5–4         | Oroszország |
| ----------------------- | ----------- | ----------- |
|                         | Jegyzőkönyv |             |

| Jumeirah Beach, Dubaj |

### B csoport
| Csapat            | M | Gy | D | V | G+ | G– | Gk | P |
| ----------------- | - | -- | - | - | -- | -- | -- | - |
| Francia Polinézia | 3 | 3  | 0 | 0 | 14 | 7  | +7 | 9 |
| Irán              | 3 | 2  | 0 | 1 | 12 | 9  | +3 | 6 |
| Portugália        | 3 | 1  | 0 | 2 | 10 | 14 | –4 | 3 |
| Mexikó            | 3 | 0  | 0 | 3 | 8  | 14 | –6 | 0 |

| 2015. november 3. 16:15 (UTC+4) |

| Portugália | 5–3         | Mexikó |
| ---------- | ----------- | ------ |
|            | Jegyzőkönyv |        |

| Jumeirah Beach, Dubaj |

| 2015. november 3. 20:00 (UTC+4) |

| Francia Polinézia | 4–2         | Irán |
| ----------------- | ----------- | ---- |
|                   | Jegyzőkönyv |      |

| Jumeirah Beach, Dubaj |

| 2015. november 4. 16:15 (UTC+4) |

| Mexikó | 3–4         | Francia Polinézia |
| ------ | ----------- | ----------------- |
|        | Jegyzőkönyv |                   |

| Jumeirah Beach, Dubaj |

| 2015. november 4. 20:00 (UTC+4) |

| Irán | 5–3         | Portugália |
| ---- | ----------- | ---------- |
|      | Jegyzőkönyv |            |

| Jumeirah Beach, Dubaj |

| 2015. november 5. 17:30 (UTC+4) |

| Portugália | 2–6         | Francia Polinézia |
| ---------- | ----------- | ----------------- |
|            | Jegyzőkönyv |                   |

| Jumeirah Beach, Dubaj |

| 2015. november 5. 20:00 (UTC+4) |

| Mexikó | 2–5         | Irán |
| ------ | ----------- | ---- |
|        | Jegyzőkönyv |      |

| Jumeirah Beach, Dubaj |

## 5–8. helyért
|  |                 |                         |                 |              |   |                         |                         |               |
|  | Az 5–8. helyért | Az 5–8. helyért         | Az 5–8. helyért |              |   | Az 5. helyért           | Az 5. helyért           | Az 5. helyért |
|  | Az 5–8. helyért | Az 5–8. helyért         | Az 5–8. helyért |              |   | Az 5. helyért           | Az 5. helyért           | Az 5. helyért |
|  | november 6.     |                         |                 |              |   |                         |                         |               |
|  |                 |                         |                 |              |   |                         |                         |               |
|  | A3              | Egyesült Arab Emírségek | 3               |              |   |                         |                         |               |
|  | A3              | Egyesült Arab Emírségek | 3               | november 7.  |   |                         |                         |               |
|  | B4              | Mexikó                  | 2               |              |   |                         |                         |               |
|  | B4              | Mexikó                  | 2               |              |   | Egyesült Arab Emírségek | Egyesült Arab Emírségek | 4             |
|  | november 6.     |                         |                 |              |   | Egyesült Arab Emírségek | Egyesült Arab Emírségek | 4             |
|  |                 |                         | Portugália      | Portugália   | 1 |                         |                         |               |
|  | B3              | Portugália              | Portugália      | Portugália   | 1 | 6                       |                         |               |
|  | B3              | Portugália              |                 |              |   |                         |                         |               |
|  | A4              | Argentína               | 2               |              |   |                         |                         |               |
|  | A4              | Argentína               | 2               | A 7. helyért |   |                         |                         |               |
|  |                 |                         |                 |              |   |                         |                         |               |
|  | november 7.     |                         |                 |              |   |                         |                         |               |
|  |                 |                         |                 |              |   |                         |                         |               |
|  | Mexikó          | Mexikó                  | 6               |              |   |                         |                         |               |
|  | Mexikó          | Mexikó                  | 6               |              |   |                         |                         |               |
|  | Argentína       | Argentína               | 2               |              |   |                         |                         |               |
|  | Argentína       | Argentína               | 2               |              |   |                         |                         |               |

### 5–8. helyért
| 2015. november 6. |

| Portugália | 6–2         | Argentína |
| ---------- | ----------- | --------- |
|            | Jegyzőkönyv |           |

| Jumeirah Beach, Dubaj |

| 2015. november 6. |

| Egyesült Arab Emírségek | 3–2         | Mexikó |
| ----------------------- | ----------- | ------ |
|                         | Jegyzőkönyv |        |

| Jumeirah Beach, Dubaj |

### 7. helyért
| 2015. november 7. |

| Mexikó | 6–2         | Argentína |
| ------ | ----------- | --------- |
|        | Jegyzőkönyv |           |

| Jumeirah Beach, Dubaj |

### 5. helyért
| 2015. november 7. |

| Egyesült Arab Emírségek | 4–1         | Portugália |
| ----------------------- | ----------- | ---------- |
|                         | Jegyzőkönyv |            |

| Jumeirah Beach, Dubaj |

## Egyenes kieséses szakasz
|  |             |                   |                   |                   |   |             |             |       |
|  | Elődöntők   | Elődöntők         | Elődöntők         |                   |   | Döntő       | Döntő       | Döntő |
|  | Elődöntők   | Elődöntők         | Elődöntők         |                   |   | Döntő       | Döntő       | Döntő |
|  | november 6. |                   |                   |                   |   |             |             |       |
|  |             |                   |                   |                   |   |             |             |       |
|  | A1          | Oroszország       | 4                 |                   |   |             |             |       |
|  | A1          | Oroszország       | 4                 | november 7.       |   |             |             |       |
|  | B2          | Irán              | 1                 |                   |   |             |             |       |
|  | B2          | Irán              | 1                 |                   |   | Oroszország | Oroszország | 5     |
|  | november 6. |                   |                   |                   |   | Oroszország | Oroszország | 5     |
|  |             |                   | Francia Polinézia | Francia Polinézia | 2 |             |             |       |
|  | B1          | Francia Polinézia | Francia Polinézia | Francia Polinézia | 2 | 8           |             |       |
|  | B1          | Francia Polinézia |                   |                   |   |             |             |       |
|  | A2          | Egyiptom          | 5                 |                   |   |             |             |       |
|  | A2          | Egyiptom          | 5                 | Bronzmérkőzés     |   |             |             |       |
|  |             |                   |                   |                   |   |             |             |       |
|  | november 7. |                   |                   |                   |   |             |             |       |
|  |             |                   |                   |                   |   |             |             |       |
|  | Irán        | Irán              | 2 (1)             |                   |   |             |             |       |
|  | Irán        | Irán              | 2 (1)             |                   |   |             |             |       |
|  | Egyiptom    | Egyiptom          | 2 (0)             |                   |   |             |             |       |
|  | Egyiptom    | Egyiptom          | 2 (0)             |                   |   |             |             |       |

### Elődöntők
| 2015. november 6. |

| Francia Polinézia | 8–5         | Egyiptom |
| ----------------- | ----------- | -------- |
|                   | Jegyzőkönyv |          |

| Jumeirah Beach, Dubaj |

| 2015. november 6. |

| Oroszország | 4–1         | Irán |
| ----------- | ----------- | ---- |
|             | Jegyzőkönyv |      |

| Jumeirah Beach, Dubaj |

### Bronzmérkőzés
| 2015. november 7. |

| Irán          | 2–2         | Egyiptom |
| ------------- | ----------- | -------- |
|               | Jegyzőkönyv |          |
| Büntetőpárbaj |             |          |
|               | 1–0         |          |

| Jumeirah Beach, Dubaj |

### Döntő
| 2015. november 7. |

| Oroszország | 5–2         | Francia Polinézia |
| ----------- | ----------- | ----------------- |
|             | Jegyzőkönyv |                   |

| Jumeirah Beach, Dubaj |

| A 2015-ös Strandlabdarúgó interkontinentális kupa győztese |
| ---------------------------------------------------------- |
| Oroszország                                                |